# Leszno Grzybowo
Leszno Grzybowo – przystanek kolejowy i posterunek odgałęźny znajdujący się na Grzybowie przy ul. Osieckiej.

## Ruch pasażerski[1]
| Rok  | Wymiana pasażerska na dobę |
| ---- | -------------------------- |
| 2017 | 0-9                        |
| 2018 | 0-9                        |
| 2019 | 0-9                        |
| 2020 | 0-9                        |
| 2021 | 0-9                        |
| 2022 | 10-19                      |
| 2023 | 10-19                      |

## Historia

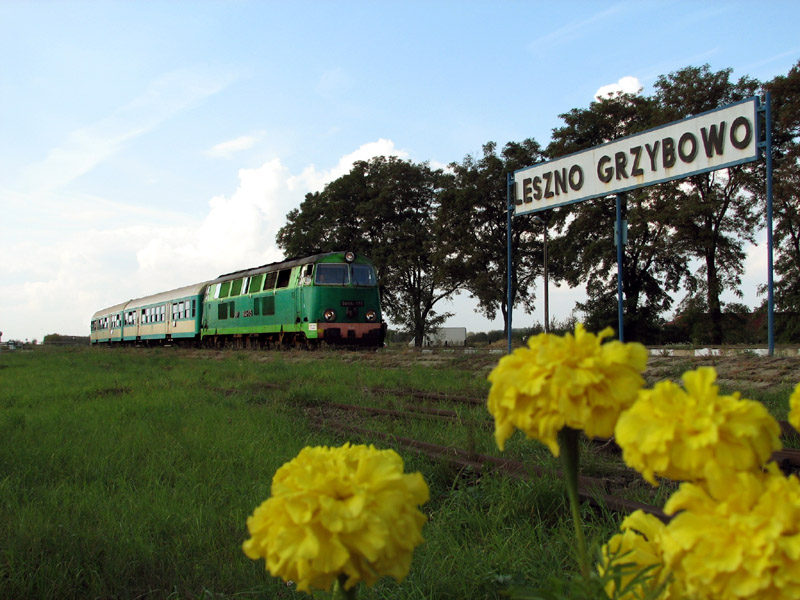
Przystanek kolejowy Leszno Grzybowo

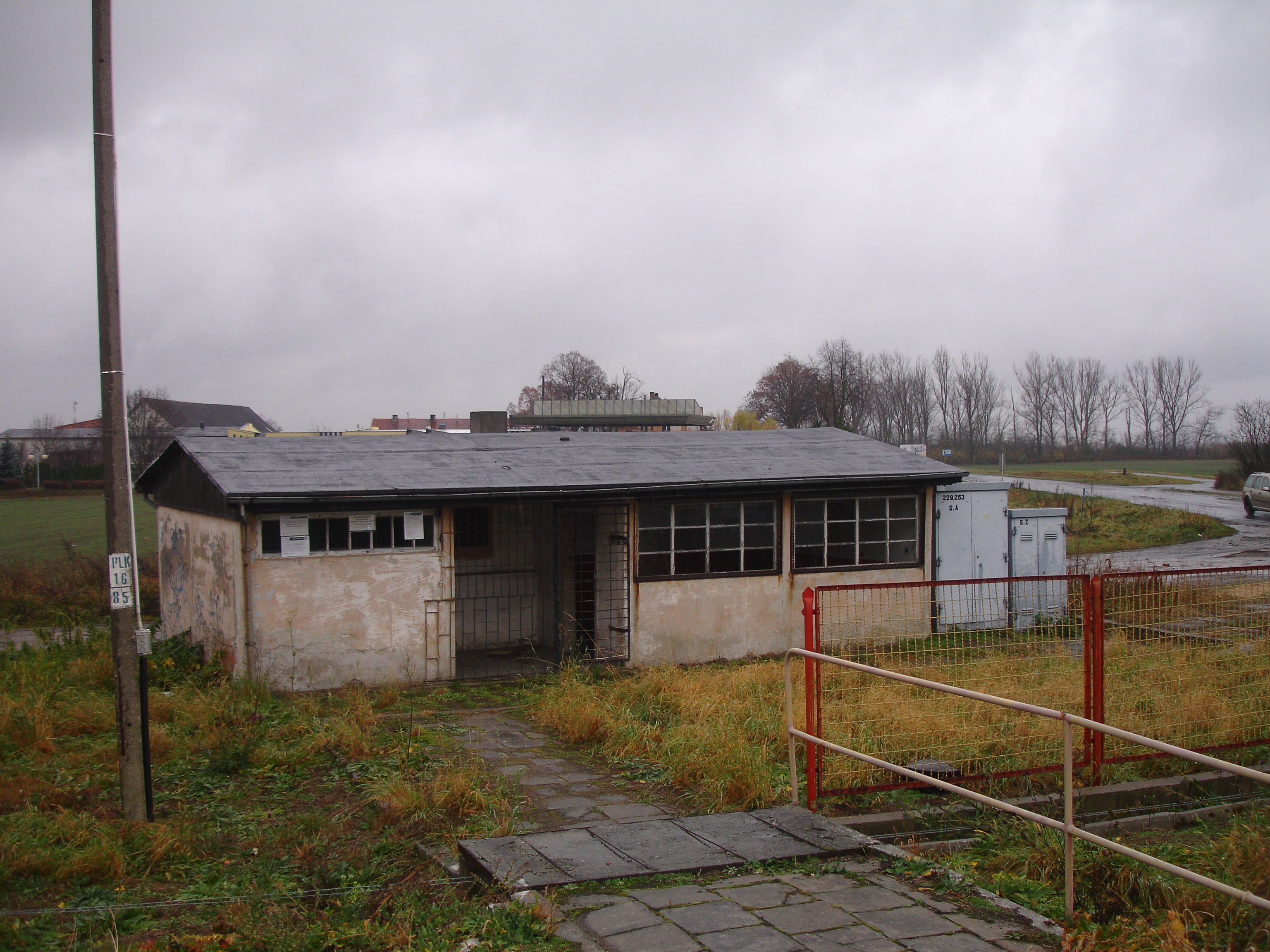
Przystanek kolejowy Leszno Grzybowo (listopad 2010)

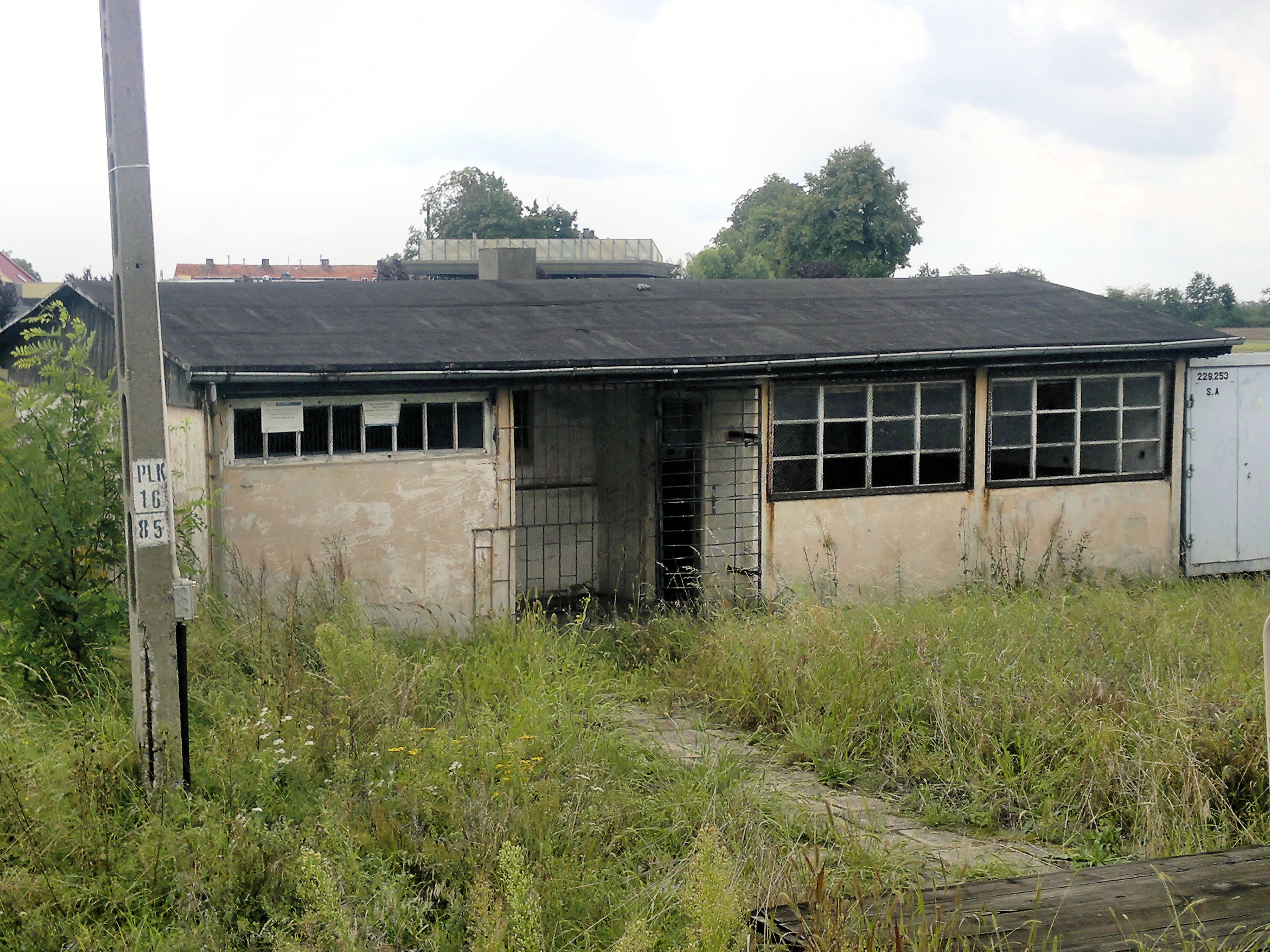
Przystanek kolejowy Leszno Grzybowo (sierpień 2012)

W latach 1941–1944 niemieccy okupanci rozbudowali go na potrzeby wojenne, zatrudniając polskich robotników skierowanych przez urzędy pracy.
Do 1 stycznia 1976 pełnił funkcję dworca towarowego oraz posterunku bocznicowego szlakowego. W tymże roku otwarta została tutaj pierwsza w kraju baza montażowa rozjazdów kolejowych oraz zakład napraw pojazdów szynowych i drezyn jako Odcinek Robót Zmechanizowanych PKP. Pozwoliło to na maksymalne skrócenie cyklu wymiany rozjazdów, bo wszelkie prace przygotowawcze i montażowe odbywały się na miejscu w tej wysoce zmechanizowanej bazie. Dzięki temu przyczyniło się to także do mechanizacji samej wymiany rozjazdów na trasie. Skróciło to kilkakrotnie czas pracy w torach.
Do potrzeb pasażerskich przystosowany został w 1989 r. Zbudowane zostały wtedy 2 perony z dwoma krawędziami peronowymi. Na przystanku zamontowano oświetlenie i wybudowano murowany budynek, w którym znajdowała się kasa i poczekalnia. Aktualnie okienko kasowe jest zamurowane, a cały budynek opuszczony i zamknięty. Obok peronów znajduje się przejazd kolejowo-drogowy. Obecnie przez jego teren przebiegają ścieżki rowerowe.

## Komunikacja
Z centrum miasta połączona jest liniami autobusowymi nr:
- 3 Osiecka Cmentarz – Leszno Grzybowo – Dworzec kolejowy – Strzyżewice Pętla
- 13 Osieczna Rynek – Leszno Grzybowo – Magazynowa